# Max Alvary
Pour les articles homonymes, voir Achenbach et Alvary.
Max Alvary, nom de scène de Maximilian Achenbach, né le 3 mai 1856 à Düsseldorf (province de Rhénanie) et mort le 7 novembre 1898 à Großtabarz, un village de l'entité actuelle de Tabarz/Thüringer Wald, en Thuringe, est un artiste lyrique allemand de tessiture ténor.